# Далтон (Міннесота)
Далтон (англ. Dalton) — місто (англ. city) в США, в окрузі Оттер-Тейл штату Міннесота. Населення — 215 осіб (2020).

## Географія
Далтон розташований за координатами 46°10′26″ пн. ш. 95°54′56″ зх. д. / 46.17389° пн. ш. 95.91556° зх. д. (46.173888, -95.915466).  За даними Бюро перепису населення США в 2010 році місто мало площу 0,60 км², уся площа — суходіл.

## Демографія
Згідно з переписом 2010 року, у місті мешкали 253 особи в 115 домогосподарствах у складі 69 родин. Густота населення становила 419 осіб/км².  Було 133 помешкання (220/км²).
Расовий склад населення:
| - 98,8 % — білих - 0,4 % — азіатів |

До двох чи більше рас належало 0,8 %. Частка іспаномовних становила 0,8 % від усіх жителів.
За віковим діапазоном населення розподілялося таким чином: 22,9 % — особи молодші 18 років, 63,7 % — особи у віці 18—64 років, 13,4 % — особи у віці 65 років та старші. Медіана віку мешканця становила 36,8 року. На 100 осіб жіночої статі у місті припадало 99,2 чоловіків;  на 100 жінок у віці від 18 років та старших — 99,0 чоловіків також старших 18 років.
Середній дохід на одне домашнє господарство  становив 39 443 долари США (медіана — 32 143), а середній дохід на одну сім'ю — 44 318 доларів (медіана — 35 625). За межею бідності перебувало 17,5 % осіб, у тому числі 20,0 % дітей у віці до 18 років та 4,0 % осіб у віці 65 років та старших.
Цивільне працевлаштоване населення становило 122 особи. Основні галузі зайнятості: освіта, охорона здоров'я та соціальна допомога — 23,0 %, мистецтво, розваги та відпочинок — 13,9 %, роздрібна торгівля — 13,1 %.